# Сараор
Сараор — река в России, протекает в Тляратинском районе Республики Дагестан. Длина реки составляет 19 км. Площадь водосборного бассейна — 113 км².
Начинается на южном склоне хребта Кад, течёт в общем юго-восточном направлении по залесенной долине. Устье реки находится в 0,9 км по левому берегу реки Хзанор на территории села Анцух. Кроме него на реке стоят сёла Санта, Хадаколоб, Нухотколоб, Ланда.

## Данные водного реестра
По данным государственного водного реестра России относится к Западно-Каспийскому бассейновому округу, водохозяйственный участок реки — Сулак от истока до Чиркейского гидроузла. Речной бассейн реки — Терек.
Код объекта в государственном водном реестре — 07030000112109300000902.

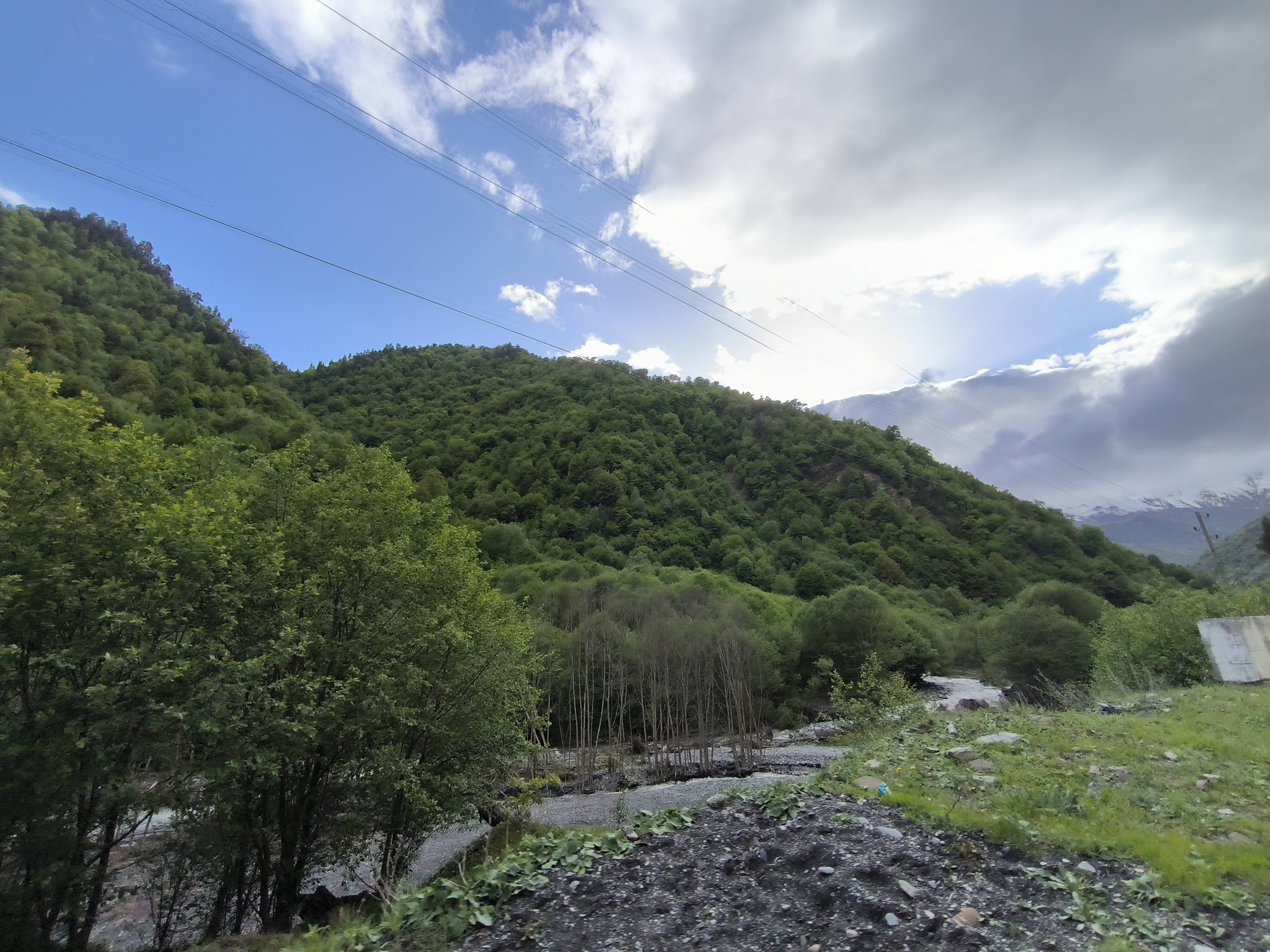
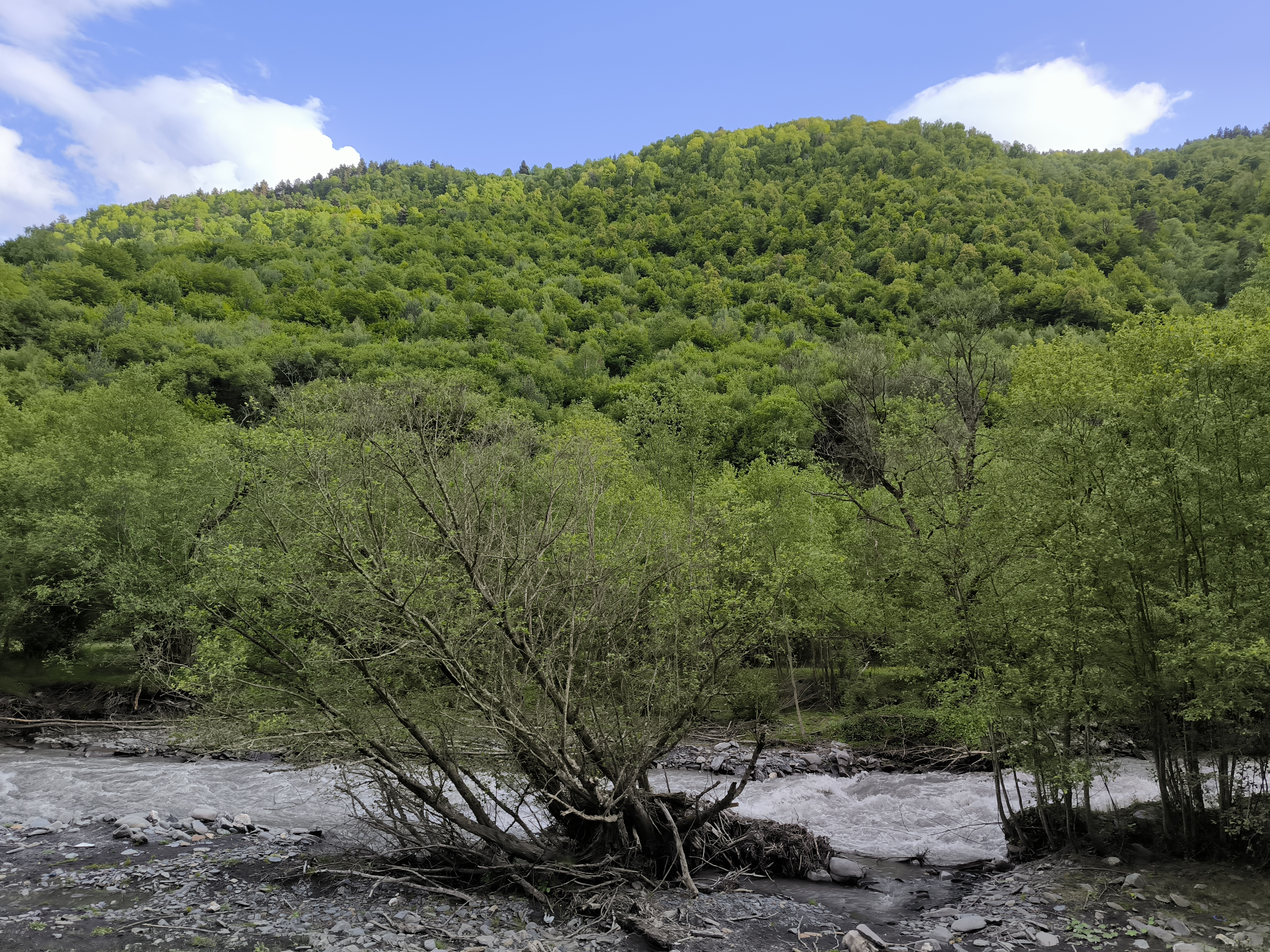
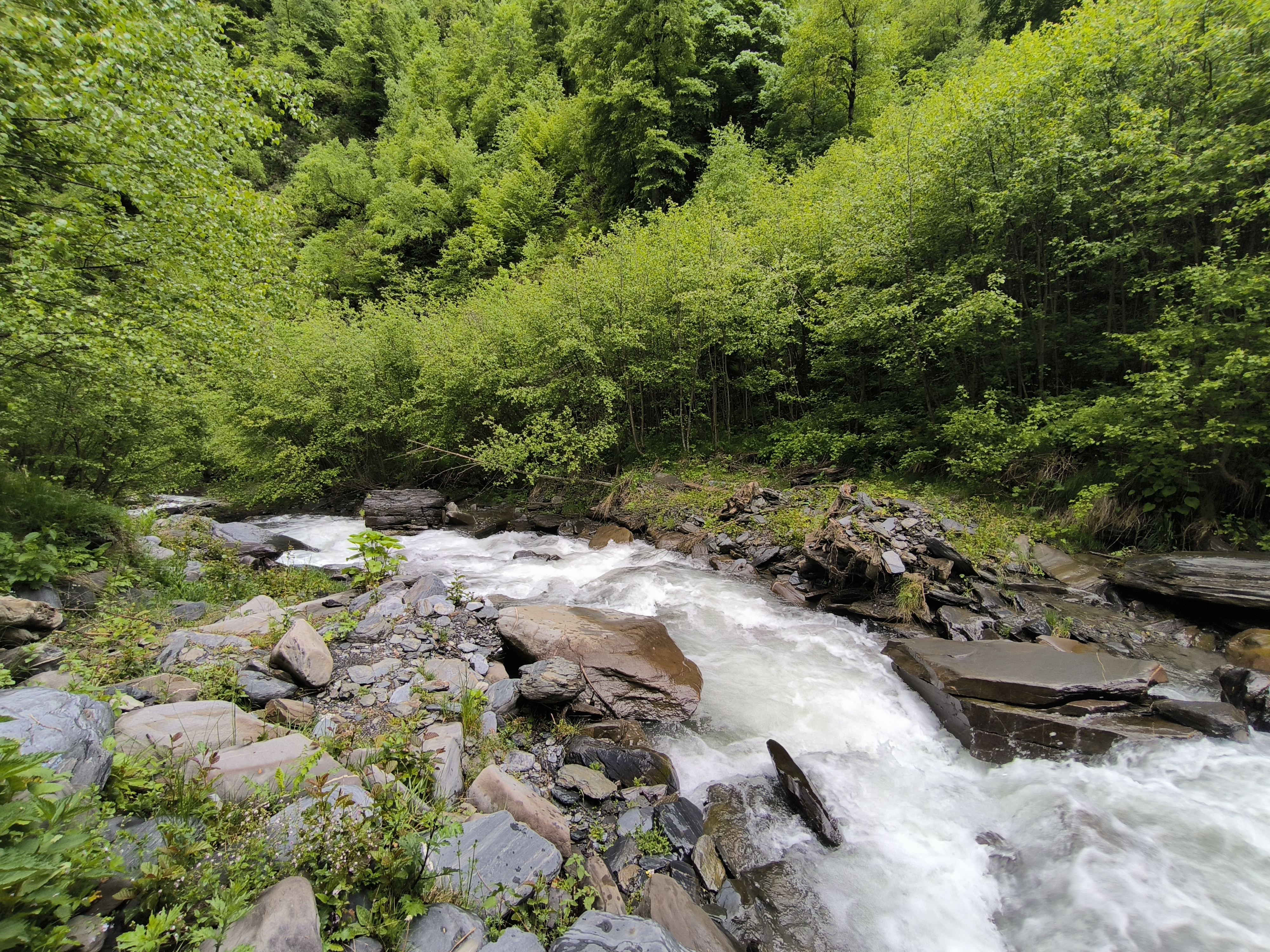
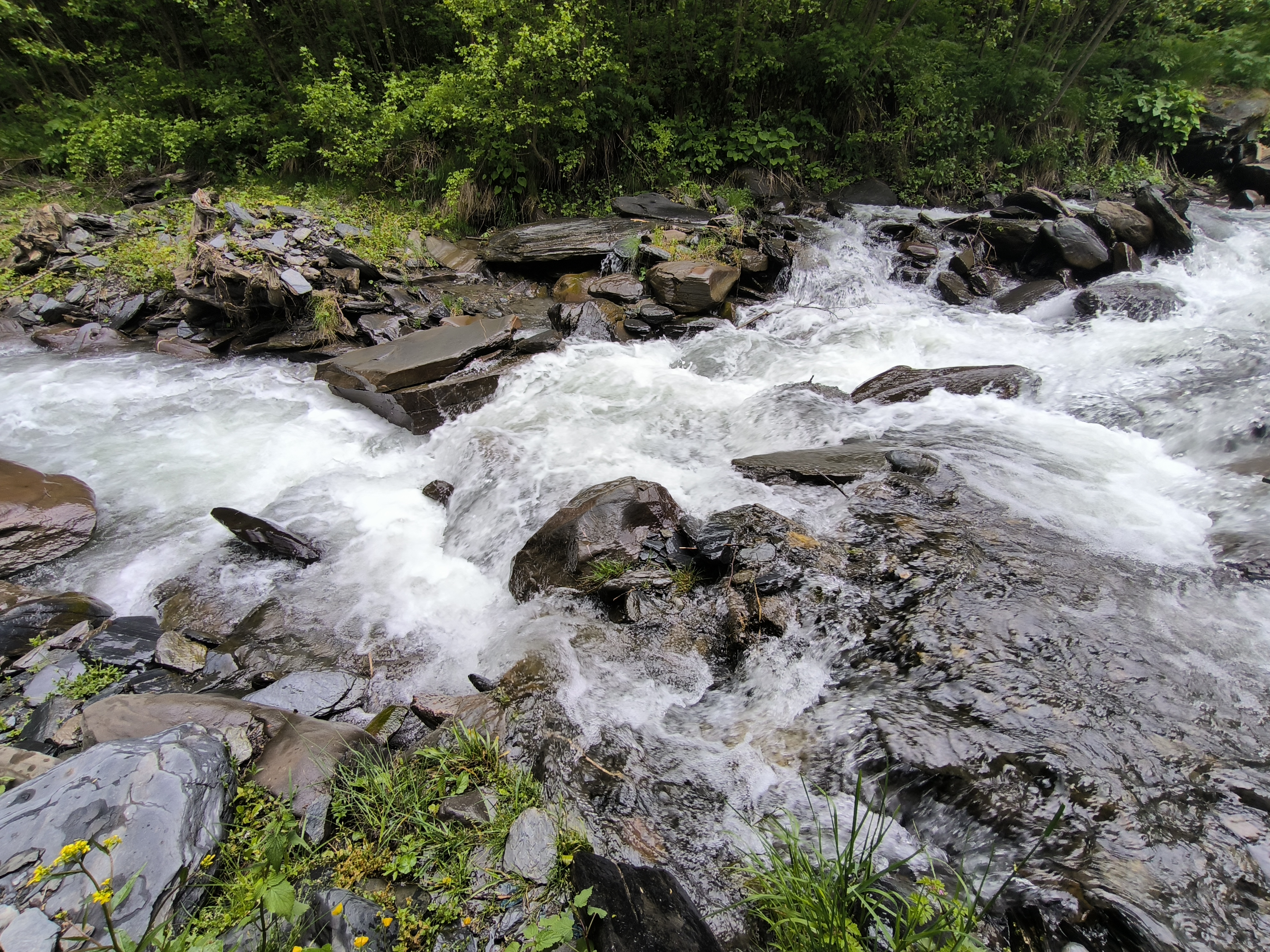
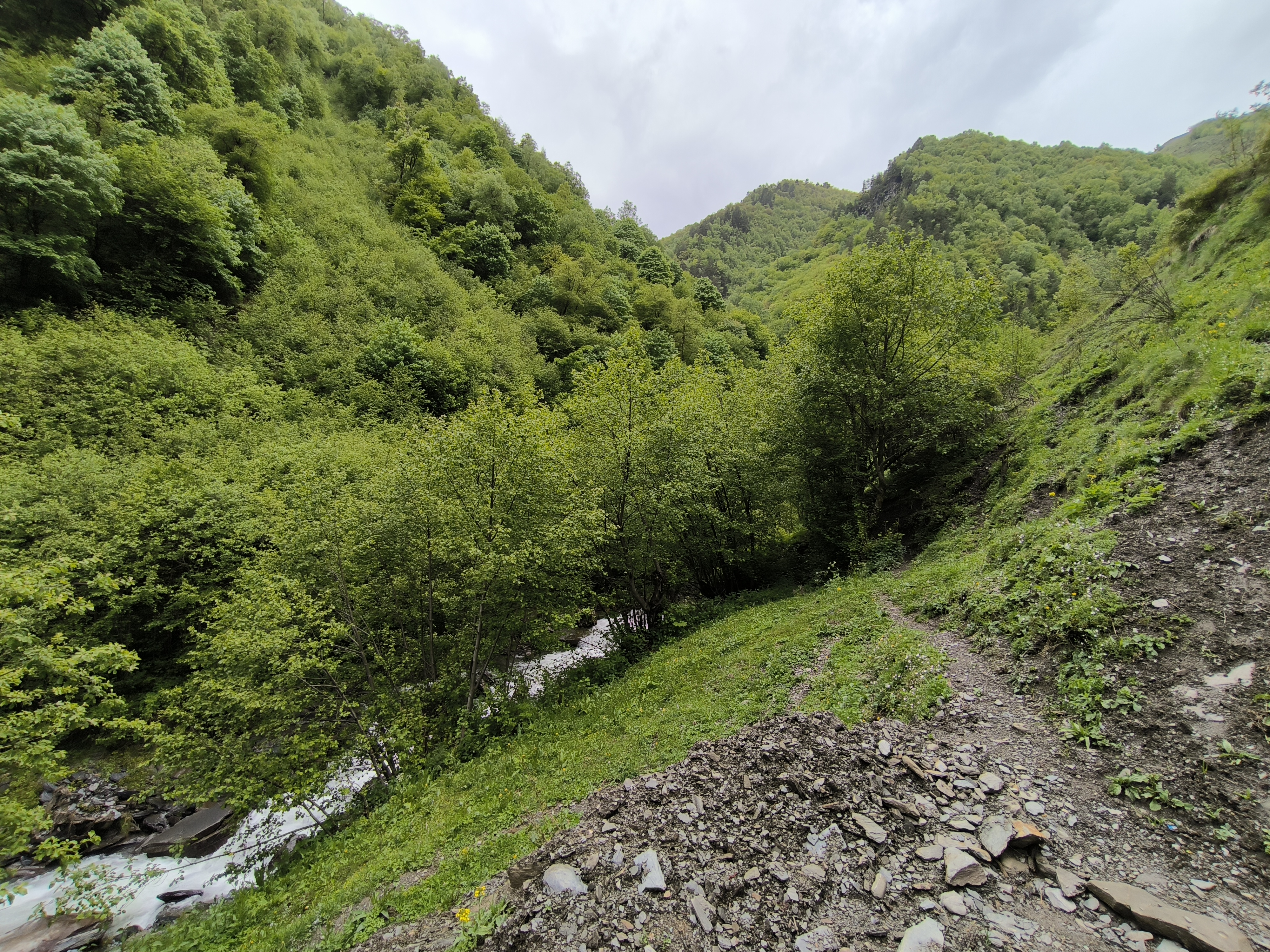
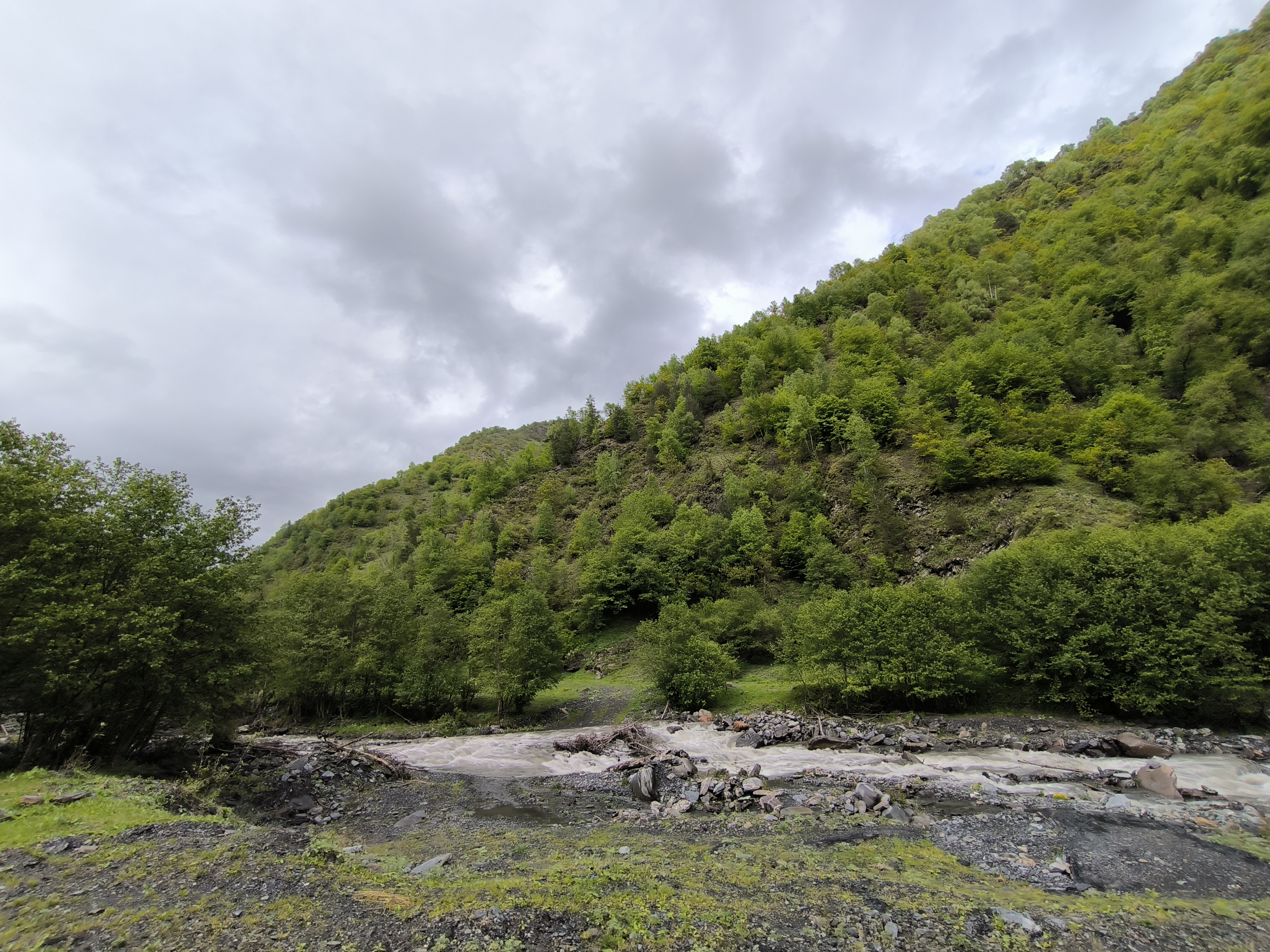
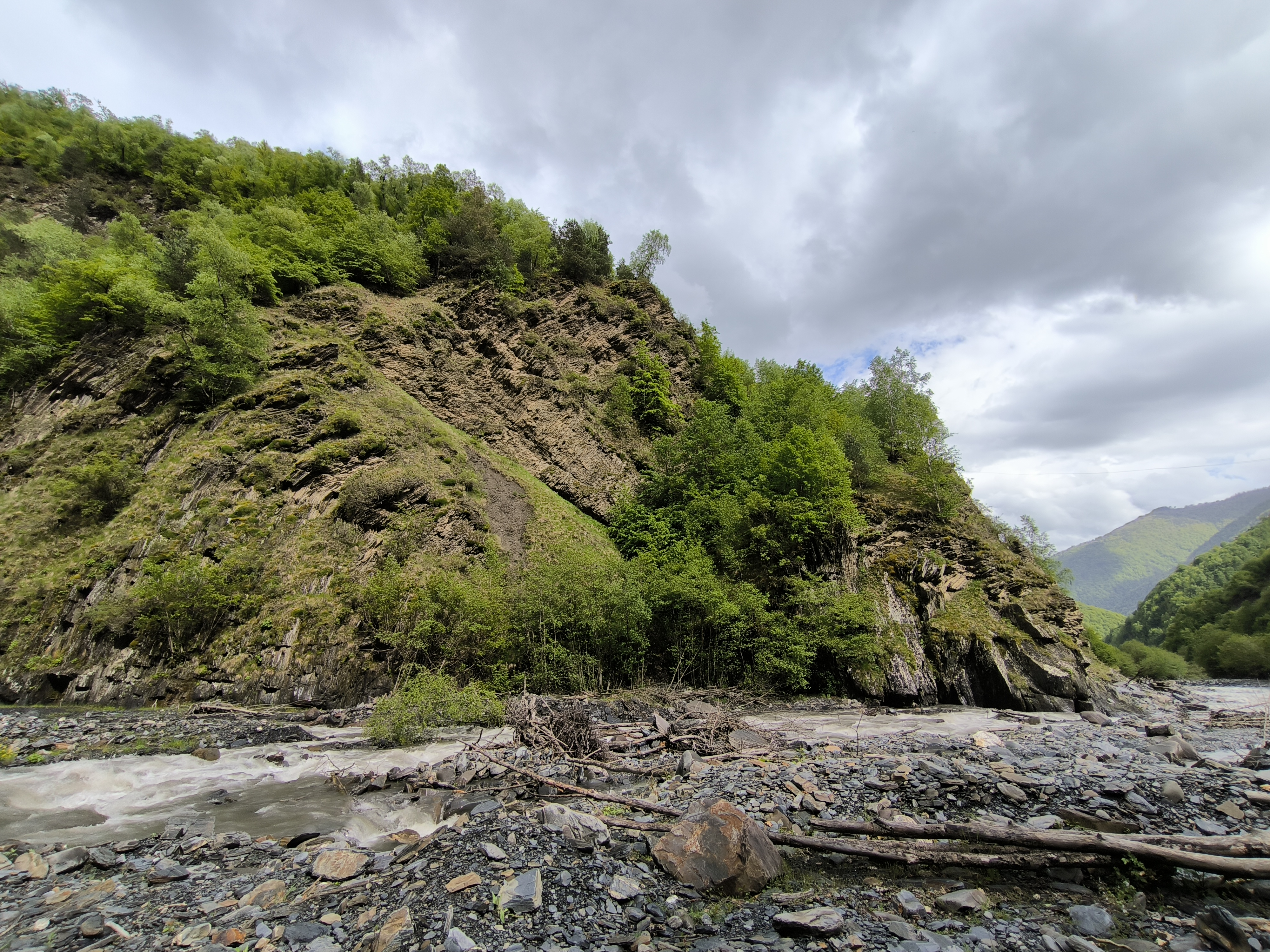
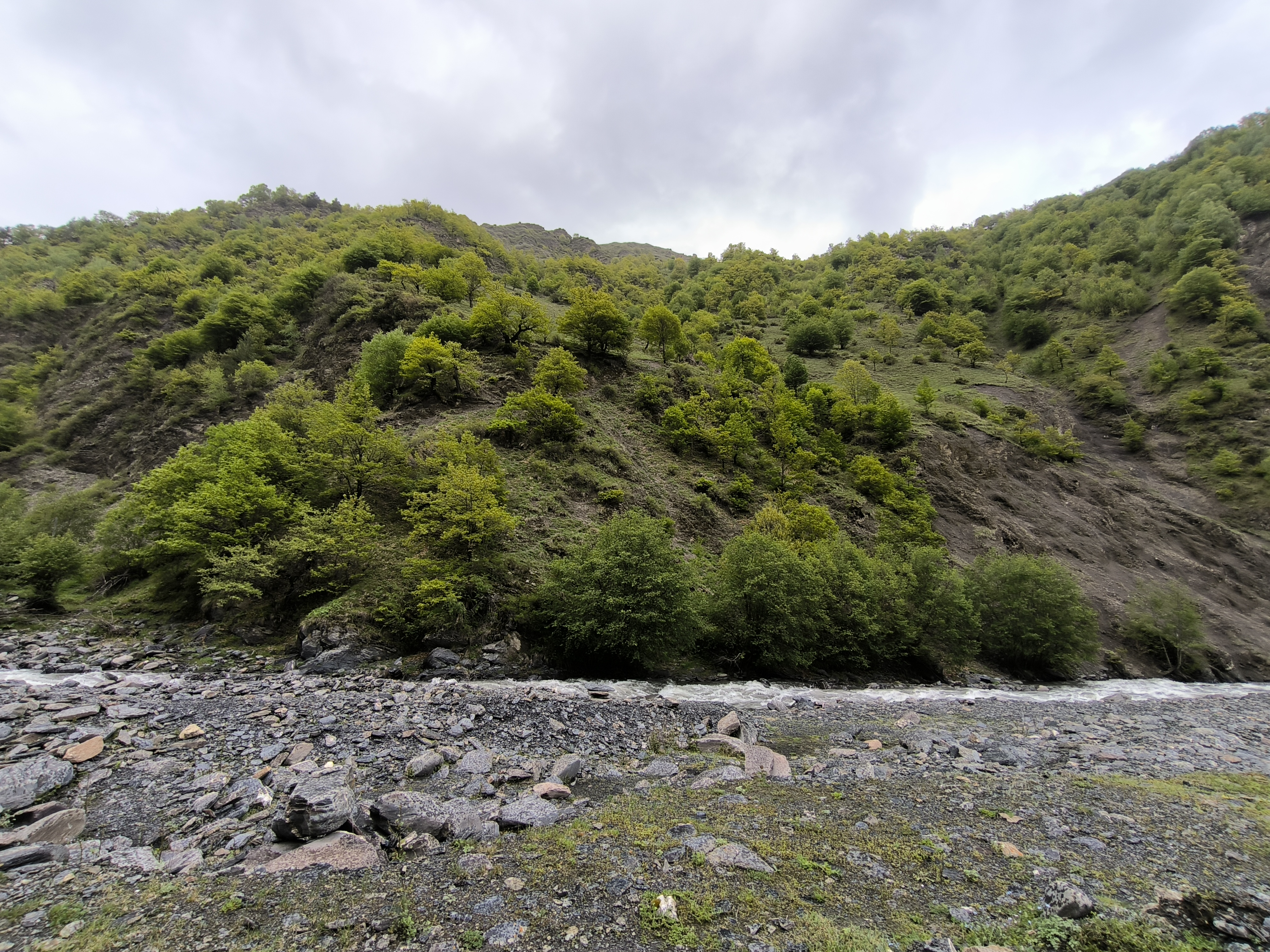
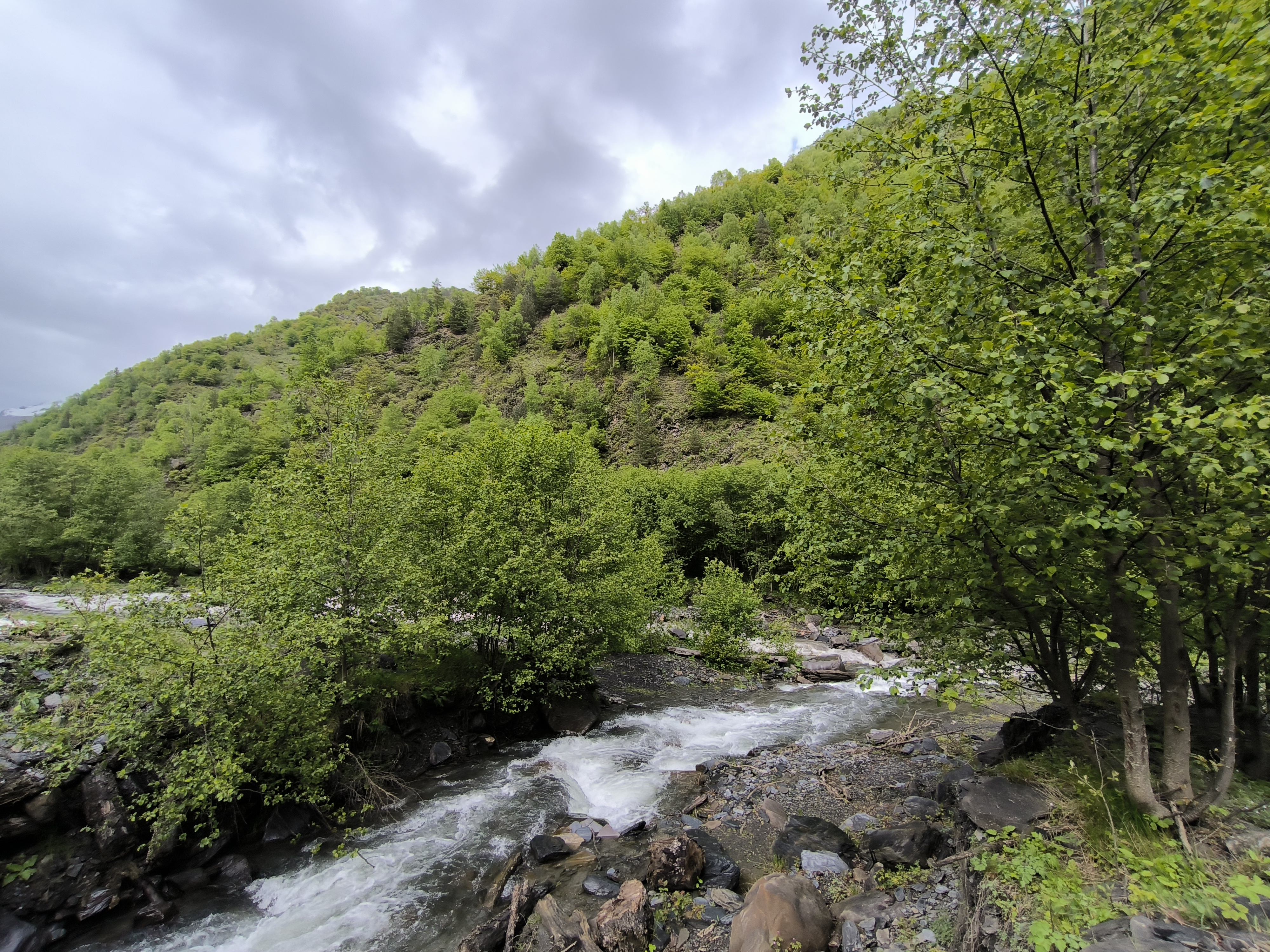
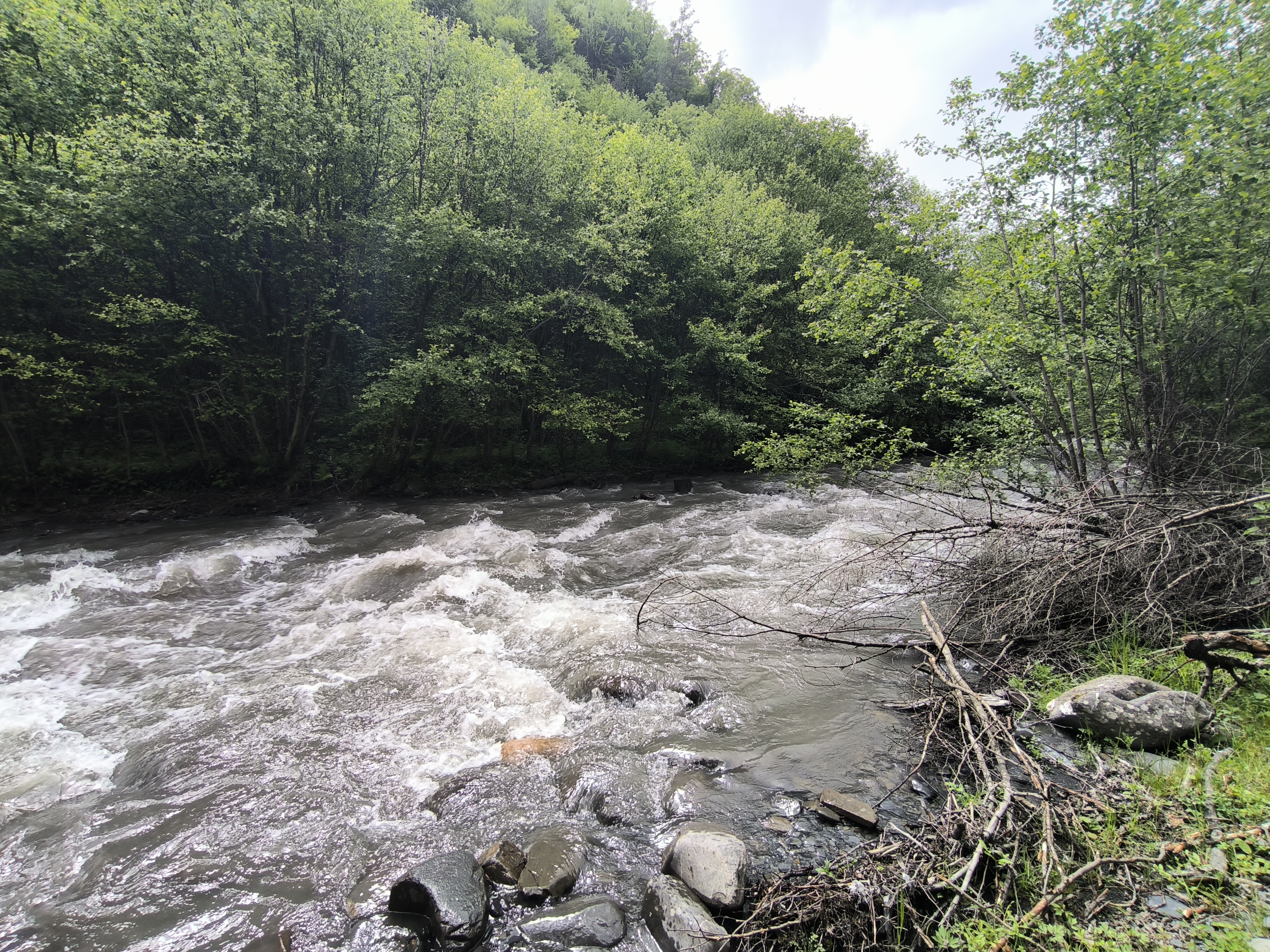
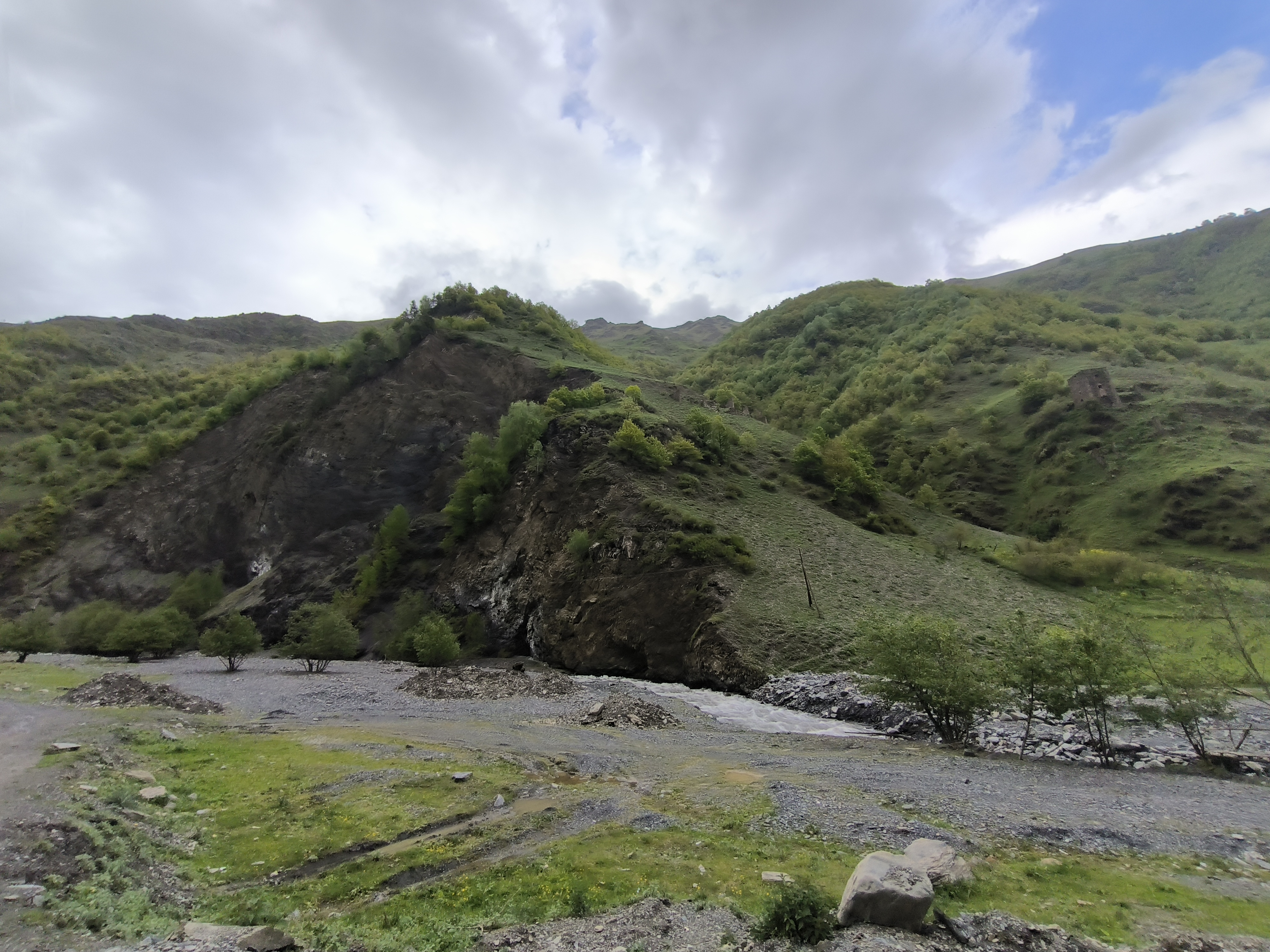
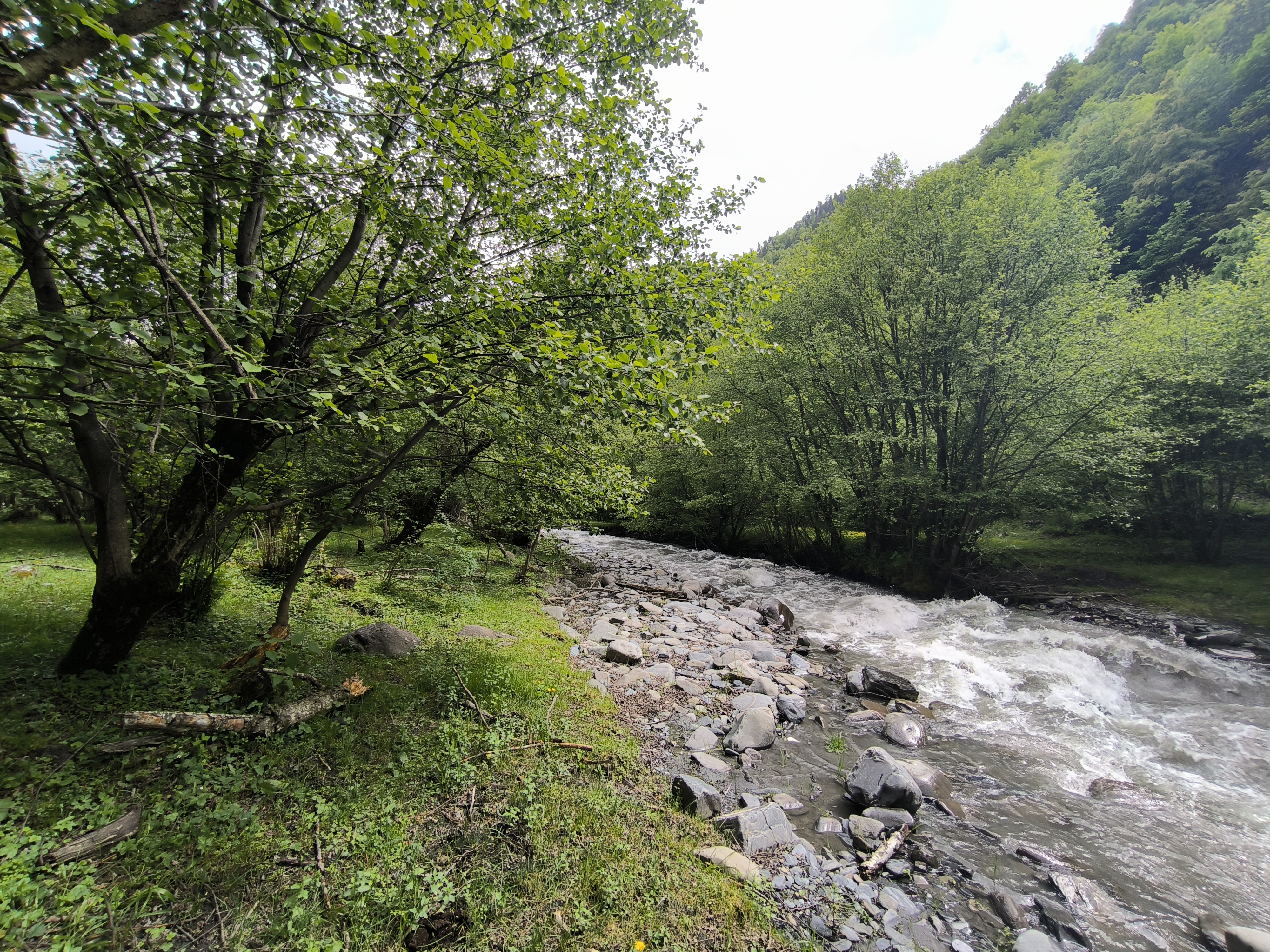